# Koen Blijweert
Koenraad Julien Marie (Koen) Blijweert (Willebroek, 2 juni 1956 - Leuven, 8 februari 2021) was een Vlaams zakenman en lobbyist.

## Levensloop
Koen Blijweert was een zoon van Renaat Blijweert, die in de jaren 1960 en 1970 het Antwerpse bouwbedrijf Amelinckx tot de grootste bouwer van appartementsgebouwen in België uitbouwde. Zijn broer Peter is CEO van Blyweert Aluminium, en was voorheen oprichter en eigenaar van aluminiumproducent Aliplast, waar Koen Blijweert ook aandeelhouder was.
Hij was naast lobbyist ook actief als vastgoedmakelaar. Zijn verzekeringskantoor Assumax, gevestigd in Waasmunster, werd in januari 2020 door verzekeringsmakelaar AlliA overgenomen.